# Richard Harrington (homme politique)
Richard Irwin Harrington, né le 4 novembre 1957 à Leeds, est un homme politique, homme d'affaires et ancien promoteur et hôtelier membre du Parti conservateur britannique.
De 2010 à 2019, il est député pour Watford. Il est ministre du commerce et de l'industrie de juin 2017 à mars 2019. Le 8 mars 2022, il est nommé ministre d'Etat aux réfugiés, et entre à la chambre des Lords.

## Jeunesse
Il fait des études privées à la Leeds Grammar School et au Keble College, à l'Université d'Oxford, où il étudie la jurisprudence. A Oxford, il siège au conseil exécutif de la Fédération des étudiants conservateurs et est membre de l'exécutif national des syndicats du parti. Il commence sa carrière dans le monde des affaires par un programme d’études supérieures du John Lewis Partnership, où il devient finalement l’assistant du directeur général de Waitrose, avec une période de travail au magasin Trewins à Watford.

## Carrière
En 1983, il fonde Harvington Properties, une société de développement immobilier, avec deux amis de l'université. En 1990, il devient actionnaire et directeur général d’une société active dans le développement, la vente et la gestion de lieux de vacances au Royaume-Uni et en Europe. La société est vendue à une société américaine cotée en bourse à la fin de la décennie. Harrington reste président jusqu'en 2000. À son départ, l'entreprise emploie plus de 2 000 personnes. Il gère la restauration de l'un des hôtels les plus célèbres de Glasgow, le One Devonshire Gardens.
Il soutient diverses associations caritatives et est administrateur de la Variety Club Children's Society. Il est également administrateur de plusieurs œuvres de bienfaisance à Watford.

## Politique
Il est un membre de longue date du Parti conservateur, dans lequel il joue un rôle actif depuis 1983 et soutient Kenneth Clarke. Jusqu'en mars 2010, il est président du conseil d'administration des Amis d'Israël du parti conservateur. Il est nommé trésorier du Parti conservateur en 2008, poste dans lequel il crée le club numéro 10 avec John Major.
Il remporte la circonscription de Watford contre Claire Ward aux élections générales de 2010 avec une majorité de 1425 voix. Il est le premier des élus de 2010 à faire son premier discours.
Depuis son élection, il est également élu secrétaire général du groupe parlementaire multipartite du Cachemire (jusqu'en 2015), vice-président du groupe de l'industrie du film parlementaire multipartite et membre du Comité de sélection du développement international entre juillet 2010 et novembre 2012. Ses principaux domaines d’intérêt sont la réduction du chômage local, le soutien aux entreprises dans la circonscription et la progression des projets d’infrastructure importants à Watford, notamment le réaménagement de Watford Junction et du Watford Health Campus. En septembre 2012, Harrington est nommé vice-président du parti conservateur. Au cours de la session parlementaire 2012/2013, il présente avec succès un projet de loi émanant des députés pour criminaliser la sous-location illégale de logements sociaux.
En mai 2015, il est réélu en tant que parlementaire de Watford, avec une majorité de 9 794 voix, augmentant la part de vote des conservateurs de 8,5%. Un mois plus tard, en juin 2015, il est nommé conseiller du Premier ministre en matière d'apprentissage. Le 14 septembre 2015, Harrington est nommé sous-secrétaire d'État parlementaire chargé des réfugiés syriens, relevant principalement de la ministre de l'Intérieur, Theresa May.
Il est nommé sous-secrétaire d'État parlementaire au ministère du Travail et des Pensions du premier remaniement ministériel de Theresa May le 17 juillet 2016. Son poste précédent est laissé vacant et effectivement supprimé,.
Lors de l'élection générale de 2017, Harrington est réélu avec une majorité réduite de 2 092 voix Il passe au département des affaires, de l'énergie et de la stratégie industrielle lors du remaniement ministériel.
Au début de 2019, Harrington met en garde contre les risques d'un Brexit "sans accord". Le 25 mars 2019, il démissionne du gouvernement pour voter en faveur de l'amendement d'Oliver Letwin.
Le 8 mars 2022, il est nommé ministre d’État chargé des Réfugiés, et le 15 mars, est nommé baron Harrington de Watford, et siège à la chambre des Lords.